# Paul Winzer
Paul Winzer (Cottbus, 24 de juny de 1908 - desaparegut des de 1948), també conegut pel pseudònim «Walter Eugene Mosig» o «Walther Eugen Mosing», va ser un diplomàtic i oficial de policia alemany, cap de la Gestapo a l'Espanya franquista i un dels caps del camp de concentració de Miranda de Ebro.

## Biografia

### Formació i primers anys
Va néixer a la ciutat alemanya de Cottbus el 24 de juny de 1908. Winzer va estudiar dret a les universitats de Breslau i Berlín, però no va realitzar la seva Abschluss —llicenciatura—; va suspendre en dues ocasions els exàmens finals, per la qual cosa no va poder completar la carrera de dret. L'abril del 1932 es va adherir al Partit Nazi, amb el número 1.106.851. Poc després de la pujada al poder dels nazis, es va afiliar l'any 1933 a la Schutzstaffel (SS). Va ingressar a la Kriminalpolizei el 1934.
El maig de 1936 va ser assignat a l'ambaixada alemanya de Madrid, per ordre de Heinrich Himmler perquè investigués als comunistes i anarquistes espanyols. El 18 de juliol, quan es va produir el cop d'estat que va desencadenar la Guerra Civil espanyola, Winzer es trobava a Barcelona, on vigilava als esquerrans alemanys que participaven a l'Olimpíada Popular. Després de romandre uns dies i observar els combats que es van desenvolupar als carrers, Winzer va embarcar en un vaixell de vapor italià i després va tornar a Alemanya. No obstant això, quan l'Alemanya nazi va reconèixer les forces de Franco, Winzer tornaria a ser destinat una altra vegada a Espanya al costat del nou ambaixador, Wilhelm Faupel, com a agregat policial de l'ambaixada alemanya, amb el rang de Kriminalkommissar.

### Etapa a Espanya
Després de la seva arribada a l'Espanya controlada pels «rebels» va ocupar diversos càrrecs. Winzer va supervisar el camp de concentració de Miranda de Ebro, que havia estat construït per les forces nacionals seguint els models dels camps de concentració nazis. Alguns autors assenyalen a Winzer com un dels dissenyadors de l'estructura del camp, mentre que uns altres l'assenyalen com el dissenyador del sistema sencer de camps de concentració franquistes.
No obstant això, Winzer també va exercir activitats que anaven més enllà de les seves funcions teòriques. Per exemple, va cooperar al costat d'altres funcionaris de l'ambaixada en els plans per construir una refineria de petroli alemanya a Santa Cruz de Tenerife, per utilitzar-la en una guerra futura. Winzer també es va encarregar de l'entrenament i formació de la nova policia política del règim franquista. El juliol de 1938, després que se signés un acord de cooperació policial entre l'Espanya franquista i Alemanya (pel qual s'establia l'extradició mútua de «delinqüents polítics» que fossin detinguts en ambdós països), el poder de Winzer a Espanya va augmentar considerablement. Després de concloure la guerra civil, un posterior acord va reforçar encara més el seu poder, i també va permetre la instal·lació a Espanya d'una xarxa d'agents del Sicherheitsdienst (SD) sota la supervisió del mateix Winzer, que constava d'uns 30 agents que s'estenien per tota la península Ibèrica.
Després de la fi de la guerra civil, va continuar a Espanya i es va traslladar a Madrid, juntament amb la delegació diplomàtica alemanya. Començada la Segona Guerra Mundial, es va convertir en un dels principals contactes de Walter Schellenberg, cap d'informació i contraespionatge alemany. Com a agregat policial, la seva feina també incloïa vigilar la colònia alemanya que residia a Espanya. Winzer, per exemple, sempre va desconfiar del delegat del Ministeri de Propaganda de l'ambaixada de Madrid, Josef Hans Lazar, que malgrat ser d'origen jueu, va realitzar a Espanya una important campanya propagandística a favor de l'Alemanya nazi. El poder de Winzer també s'estenia a la veïna Portugal, establint fins i tot contactes amb la policia de la Dictadura salazarista. Va arribar a traçar un pla per segrestar i/o assassinar Otto Strasser a Portugal, un antic nazi que s'havia tornat contrari al règim. Al començament de 1945 encara es trobava a l'ambaixada de Madrid.
Conclosa la Segona Guerra Mundial, es va perdre la seva pista.